# Szaitó Kazuo
Szaitó Kazuo (Szaitama, 1951. július 27. –) japán válogatott labdarúgó.

## Nemzeti válogatott
A japán válogatottban 32 mérkőzést játszott.

## Statisztika
| Japán válogatott | Japán válogatott | Japán válogatott |
| Időszak          | Mérk.            | gól              |
| ---------------- | ---------------- | ---------------- |
| 1976             | 14               | 0                |
| 1977             | 5                | 0                |
| 1978             | 9                | 0                |
| 1979             | 0                | 0                |
| 1980             | 0                | 0                |
| 1981             | 0                | 0                |
| 1982             | 0                | 0                |
| 1983             | 0                | 0                |
| 1984             | 4                | 0                |
| Összesen         | 32               | 0                |